# 그레고리오 알레그리

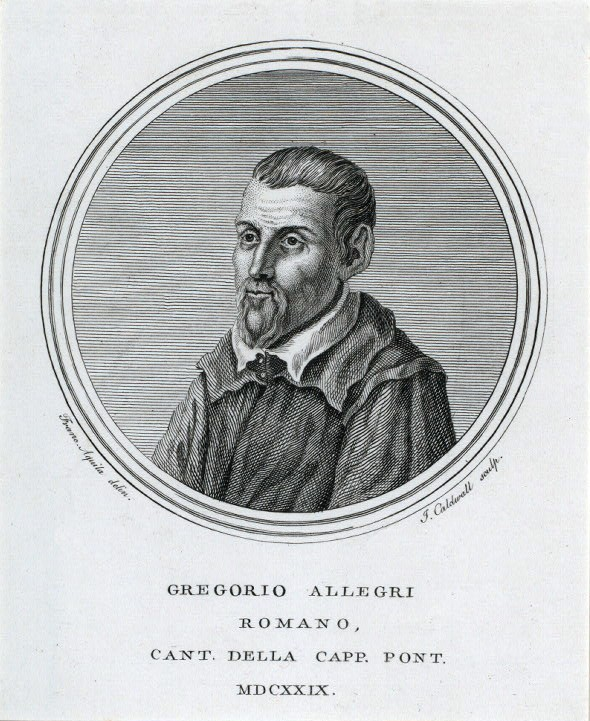

그레고리오 알레그리(Gregorio Allegri, 1582년 경 ~ 1652년 2월 17일)는 로마 가톨릭교회의 사제이자 이탈리아의 작곡가이다. 로마에서 나고 죽었다.
산 루이지 데이 프란체시 성당에서 음악을 공부했다.